# Дербушева
Де́рбушева (рос. Дербушева) — присілок у складі Ачитського міського округу Свердловської області.
Населення — 2 особи (2010, 1 2002).
Національний склад станом на 2002 рік: росіяни — 100 %.